# Ría de Foz - Masma
Ría de Foz - Masma este o arie protejată (arie specială de conservare — SAC, sit de importanță comunitară — SCI) din Spania întinsă pe o suprafață de 643,21 ha, din care 57 % marine.

## Localizare
Centrul sitului Ría de Foz - Masma este situat la coordonatele 43°32′54″N 7°15′37″W / 43.5483°N 7.2604°V.

## Înființare
Situl Ría de Foz - Masma a fost declarat sit de importanță comunitară în februarie 1999 pentru a proteja 1 specie de plante și 37 de specii de animale. Situl a fost protejat și ca arie specială de conservare în martie 2014.

## Biodiversitate
Situată în ecoregiunile atlantică și marină Atlantică, aria protejată conține 29 de habitate naturale: Tufărișuri halofile mediteraneene și termo-atlantice (Sarcocornetea fruticosi), Pajiști uscate atlantice de coastă cu Erica vagans, Fânețe de joasă altitudine (Alopecurus pratensis, Sanguisorba officinalis), Păduri de stejar galițio-portugheze cu Quercus robur și Quercus pyrenaica, Salicornia și alte specii anuale care populează regiunile mlăștinoase și nisipoase, Vegetație anuală la limita mareei, Peșteri inaccesibile publicului, Roci stâncoase cu vegetație pionieră de Sedo-Scleranthion sau Sedo albi-Veronicion dillenii, Estuare, Golfuri mici largi și golfuri puțin adânci, Izvoare petrifiante cu formare de travertin (Cratoneurion), Pseudostepă cu ierburi și specii anuale de Thero-Brachypodietea, Dune mobile de-a lungul țărmului cu Ammophila arenaria („dune albe”), Recifuri, Dune mobile cu vegetație embrionară, Faleze cu vegetație de pe coastele atlantice și baltice, Pășuni atlantice udate de apa mării (Glauco-Puccinellietalia maritimae), Terase mlăștinoase și terase nisipoase neacoperite de apă la reflux, Peșteri marine scufundate complet sau parțial, Pajiștile Spartina (Spartinion maritimae), Pajiști cu Molinia pe soluri calcaroase, turboase sau argilos-nămoloase (Molinion caeruleae), Mlaștini calcaroase cu Cladium mariscus și specii de Caricion davallianae, Râuri cu maluri nămoloase cu vegetație de Chenopodion rubri p.p. și Bidention p.p., Păduri aluvionare cu Alnus glutinosa și Fraxinus excelsior (Alno-Padion, Alnion incanae, Salicion albae), Pajiști uscate europene, Liziere de ierburi înalte hidrofile de câmpie și de nivel montan până la alpin, Cursuri de apă de la nivel de câmpie la nivel montan, cu vegetație Ranunculion fluitantis și Callitricho-Batrachion, Bancuri de nisip acoperite în permanență slab de apă marină, Pante stâncoase silicioase cu vegetație casmofită.
La baza desemnării sitului se află mai multe specii protejate:
- plante (1): Sphagnum pylaesii
- păsări (24): pescăruș albastru (Alcedo atthis), rață pitică (Anas crecca), rață fluierătoare (Anas penelope), rață mare (Anas platyrhynchos), stârc cenușiu (Ardea cinerea), fugaci de țărm (Calidris alpina), prundaș gulerat mare (Charadrius hiaticula), chirighiță neagră (Chlidonias niger), erete de stuf (Circus aeruginosus), egretă mică (Egretta garzetta), șoim călător (Falco peregrinus), scoicar (Haematopus ostralegus), stârc pitic (Ixobrychus minutus), sitar de mal nordic (Limosa lapponica), culic mare (Numenius arquata), vultur pescar (Pandion haliaetus), cormoran mare (Phalacrocorax carbo), Phalacrocorax carbo sinensis, bătăuș (Philomachus pugnax), lopătar (Platalea leucorodia), ploier argintiu (Pluvialis squatarola), chiră de baltă (Sterna hirundo), chiră de mare (Sterna sandvicensis), nagâț (Vanellus vanellus)
- amfibieni (2): Chioglossa lusitanica, Discoglossus galganoi
- mamifere (5): Galemys pyrenaicus, vidră de râu (Lutra lutra), liliac comun (Myotis myotis), liliacul mare cu potcoavă (Rhinolophus ferrumequinum), liliacul mic cu potcoavă (Rhinolophus hipposideros)
- nevertebrate (3): Coenagrion mercuriale, Elona quimperiana, rădașcă (Lucanus cervus)
- pești (2): Petromyzon marinus, somonul (Salmo salar)
- reptile (1): Iberolacerta monticola

Pe lângă speciile protejate, pe teritoriul sitului au mai fost identificate 1 specie de reptile.